# Plymouth (Illinois)
Plymouth – wieś w stanie Illinois w hrabstwie Hancock w Stanach Zjednoczonych.